# 談洲楼燕枝 (初代)
初代 談洲楼 燕枝（だんしゅうろう えんし、1838年12月2日（天保9年10月16日） - 1900年（明治33年）2月11日）は江戸出身の落語家。本名∶長島 傳次郎。通称「二葉町の師匠」。妻の弟は春風亭錦枝。

## 来歴
江戸小石川春日町の酒屋に生まれる。万屋勘兵衛（親類で水戸家出入りの料理屋）の養子となる。
1856年に初代春風亭柳枝に入門、春風亭傳枝から初代柳亭傳枝を名乗る。一時、万屋に戻るが文久元年（1861年）、真打に昇進し初代柳亭燕枝と改名し小日向服部坂の席で披露。三遊派の初代三遊亭圓朝とは当時はライバル同士だった。明治元年（1868年）より「落語睦会」の頭取、議長、社長を勤めた。
1879年、仮名垣魯文から「あら垣痴文」の名を貰う。のちに「自慢額成」も名乗った。1881年12月、落語史上初の「シカ芝居」を上演する。
1885年3月7日、初代談洲楼燕枝を名のり両国の中村楼で披露を行う。1888年、三遊亭圓朝等と共に「演芸矯風会」の評議員に就任。
1890年、柳派の頭取を三代目春風亭柳枝に譲り引退。動脈瘤破裂で死去。墓所は台東区源空寺、戒名は「柳高院伝誉燕枝居士」。

## 芸歴
- 1856年 - 初代春風亭柳枝に入門、「傳枝」を名乗る。
- 1861年 - 真打昇進、「柳亭燕枝」を名乗る。
- 1885年3月 - 「初代談洲楼燕枝」と改名。

## 人物
- 九代目市川團十郎とも親交があり、團十郎主催の「三升会」の会員でもあったため談洲楼としている。
- 筆者でもあり仮名垣魯文の門で「あら垣痴文」や「自慢額成」も名乗り噺本も残し雑誌、新聞にも連載もしていた。
- 噺以外の著書で『燕之巣立実痴必読』（通称『燕枝日記』）を残し幕末から明治から落語界の貴重な史料となっている。
- 近代デジタルライブラリーでは「島鵆沖白浪」などの速記本を見ることが出来る。

## 演目
柳枝譲り
- 「おせつ徳三郎」
- 「子別れ」
- 「雁風呂」

自作
- 「島鵆沖白浪」（嶋千鳥沖津白浪）
一節を「大阪屋花鳥」として10代目金原亭馬生が演じている。
2010年には柳家三三が「三三 談洲楼 三夜」と題し、通しで演じている。
- 「天保奇談孝行車」
- 「西海屋騒動」
『小説 西海屋騒動』がある（谷津矢車／柳亭左龍監修、二見書房、2021年）
- 「御所車花五郎」

翻案物
- 「侠客小金井桜」
- 「岡山奇聞筆之命毛」
- 「善悪草園生咲分」

外国種
- 「あわれ浮世」（福地桜痴作、『レ・ミゼラブル』の脚色物）
- 「仏国三人男」（森田思軒に教えを乞うたフランス種の噺）

他に三題噺を得意とした。

## 弟子
- 3代目柳亭燕路
- 春風亭柳賀（高山新兵衛）
- 柳亭燕楽
- 3代目春風亭柳枝
- 初代松柳亭鶴枝（2代目春風亭柳枝の門、桜川芝孝の門を経て移籍）
- 2代目柳亭燕路
- 柳家禽語楼
- 3代目春風亭柳朝（燕枝の門から、3代目春風亭柳枝の門、最後は三遊亭圓朝に移籍）
- 3代目柳家小さん（最初は燕枝の門、3代目春風亭柳枝の門、一時期廃業、4代目都々逸坊扇歌の門、最後は2代目柳家小さんに移籍）
- 初代柳家つばめ
- 4代目柳亭左楽（後に3代目春風亭柳枝の門へ移籍）
- 3代目三升家勝次郎（6代目桂文治の門、燕枝の門、廃業して歌舞伎の2代目中村鷺助の門、初代柳亭左龍の門、再び燕枝の門、最後は3代目春風亭柳枝の門に移籍）
- 春風亭右柳（燕枝の門から3代目春風亭柳枝の門に移籍）
- 春風亭菊枝（松浦久次郎、初代春風亭柳枝の門、3代目春風亭柳橋）
- 初代柳家小ゑん（燕枝の門、3代目春風亭柳枝、初代三遊亭圓右の門、最後は2代目柳家小さんの門に移籍）
- 三遊亭遊寿（志ん橋（どの代数のか不明）の門、その後燕枝、最後は初代三遊亭圓遊の門に移籍）
- 若柳燕嬢（女性落語家。教師、女権拡張の雑誌編集・演説などを経て明治31年入門、浪花三友派に加わって京阪で人気を得た。後に女優学校を主宰し、東京四谷の末広座に「女学生新演劇」を設立）[2]